# Cimetière de la peste de Žďár nad Sázavou
Le Cimetière d'en-bas (tchèque : Dolní hřbitov) ou cimetière de la peste de Žďár nad Sázavou, est un cimetière baroque, créé en 1709 par l'architecte tchèque d'origine italienne Jan Blažej Santini-Aichel à Žďár nad Sázavou. Le cimetière de la peste se trouve à 350 m au nord-ouest de l'ancien monastère cistercien de Žďár (de).

## Histoire
Dans les années 1709-1715 (de), la Bohême orientale (de) fut touchée par plusieurs vagues de peste. L'abbé Václav Vejmluva (cs) prit des mesures contre la menace de l'épidémie dans les propriétés monastiques de Žďár, mais les résultats furent modestes. La construction du cimetière d'en bas fut l'une de ces mesures. Le cimetière contre la peste fut ouvert sur conseil impérial.
Le cimetière fut ensuite insuffisant. Il fut donc agrandi par l'abbé Bernard Hennet (cs).
Récemment, le cimetière, auparavant délabré, a été entièrement rénové.

## Description
Le site a été choisi en bordure de l'abbaye, à une certaine distance des bâtiments d'habitation.
Le cimetière a été conçu comme une unité centrale, de sorte que trois sections ont été construites en référence à la Trinité et à l'église locale de la Trinité. Il y avait trois chapelles identiques, situées à égale distance du centre dans les coins. La chapelle sud servait également d'entrée. Entre les différentes chapelles, le mur incurvé du cimetière suivait des courbes convexes-concaves
Lors d'un agrandissement ultérieur du cimetière, une quatrième chapelle fut ajoutée, ce qui nécessita la suppression d'une partie du mur, qui n'a plus qu'une forme concave. La partie du mur qui a été enlevée est maintenant reproduite sous forme d'esquisse dans la pelouse. Le cimetière ne présente plus le symbolisme trinitaire, mais un développement organique de la conception architecturale de Johann Santini, postérieur de quarante ans.
La statue de l'ange au Jugement dernier est due à Řehoř Theny (cs).
Elle date probablement des environs de 1730. Selon des constatations plus récentes, elle pourrait également avoir été érigée en 1709 par Matěj Václav Jäckel (cs)

## Galerie

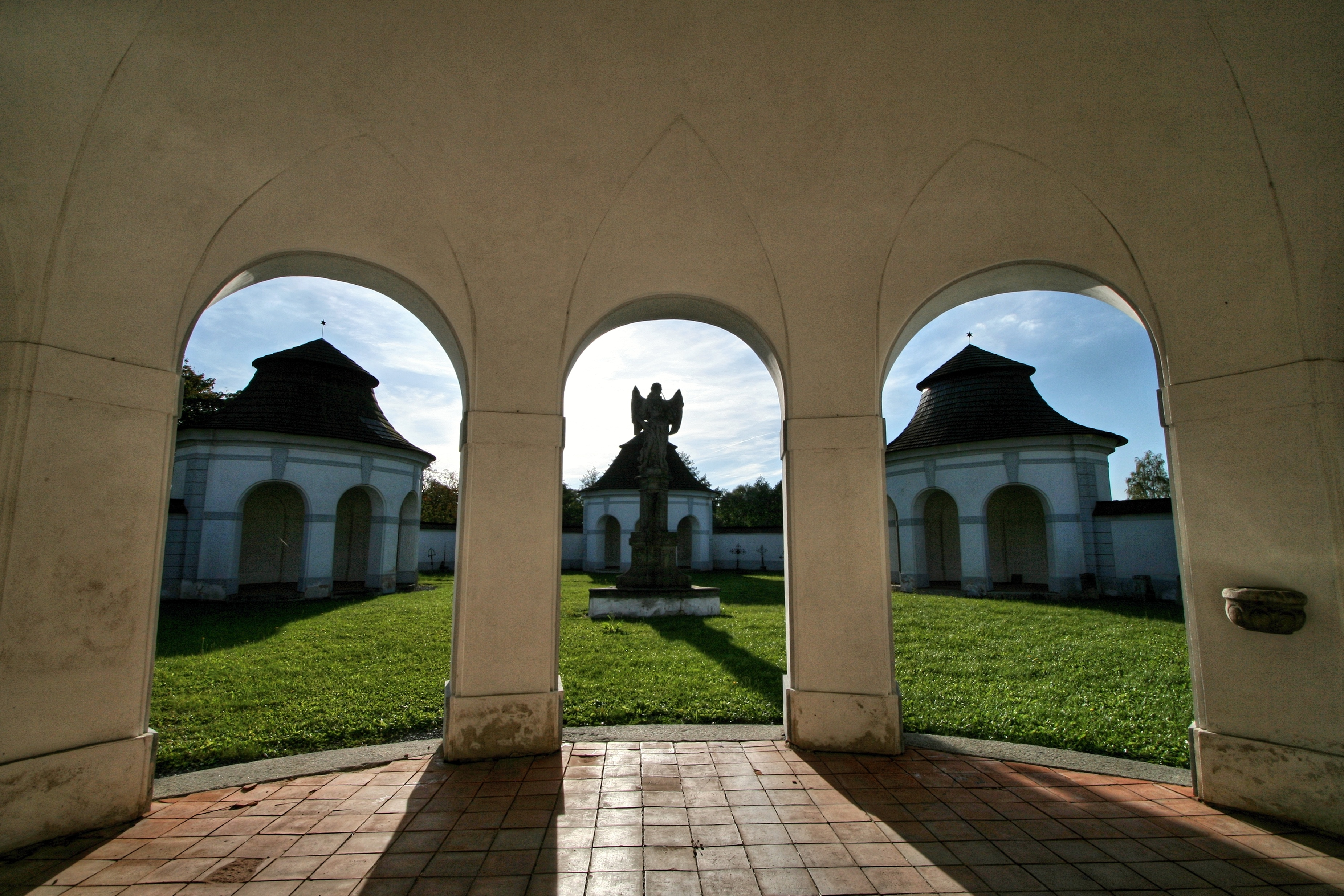
Vue intérieure
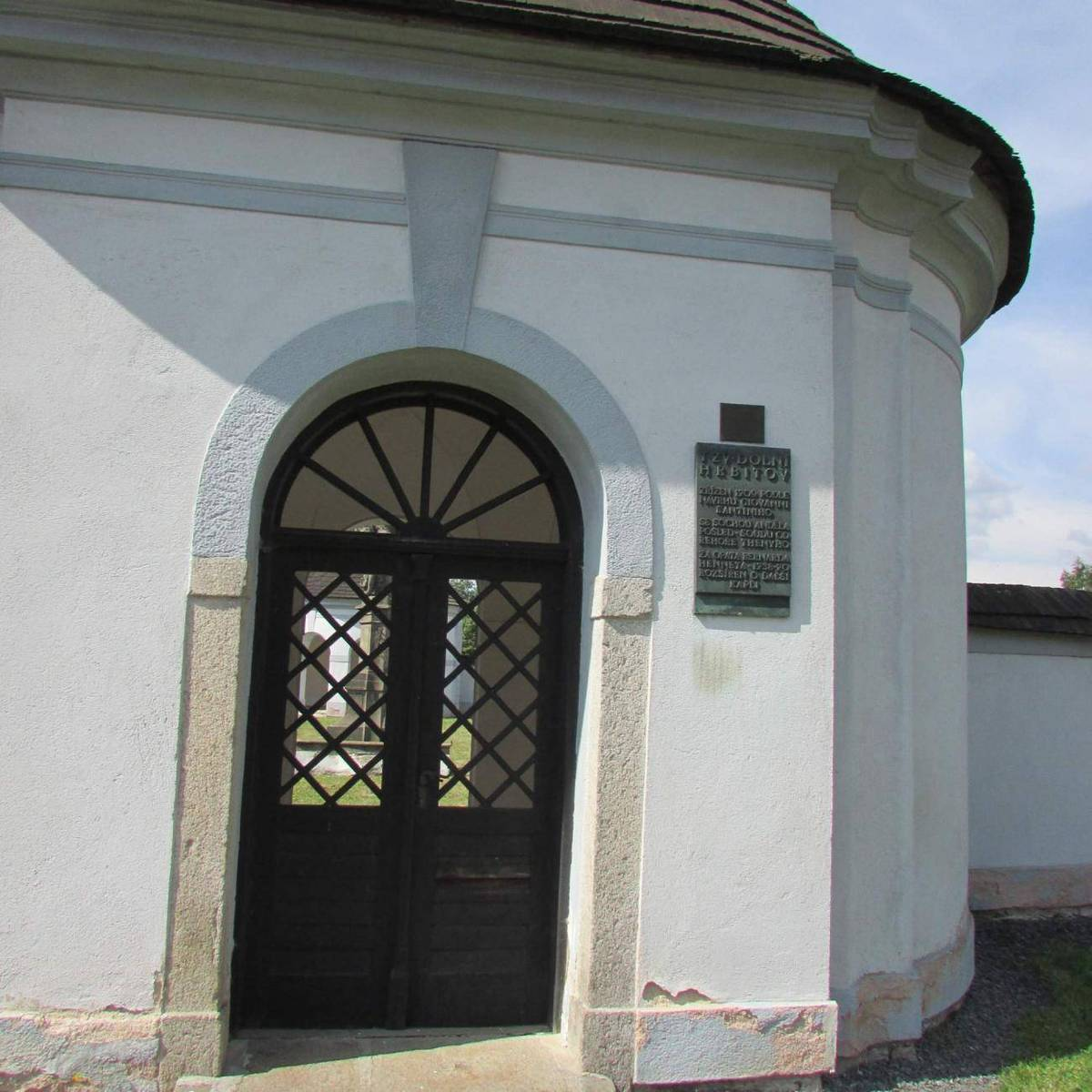
Entrée du cimetière
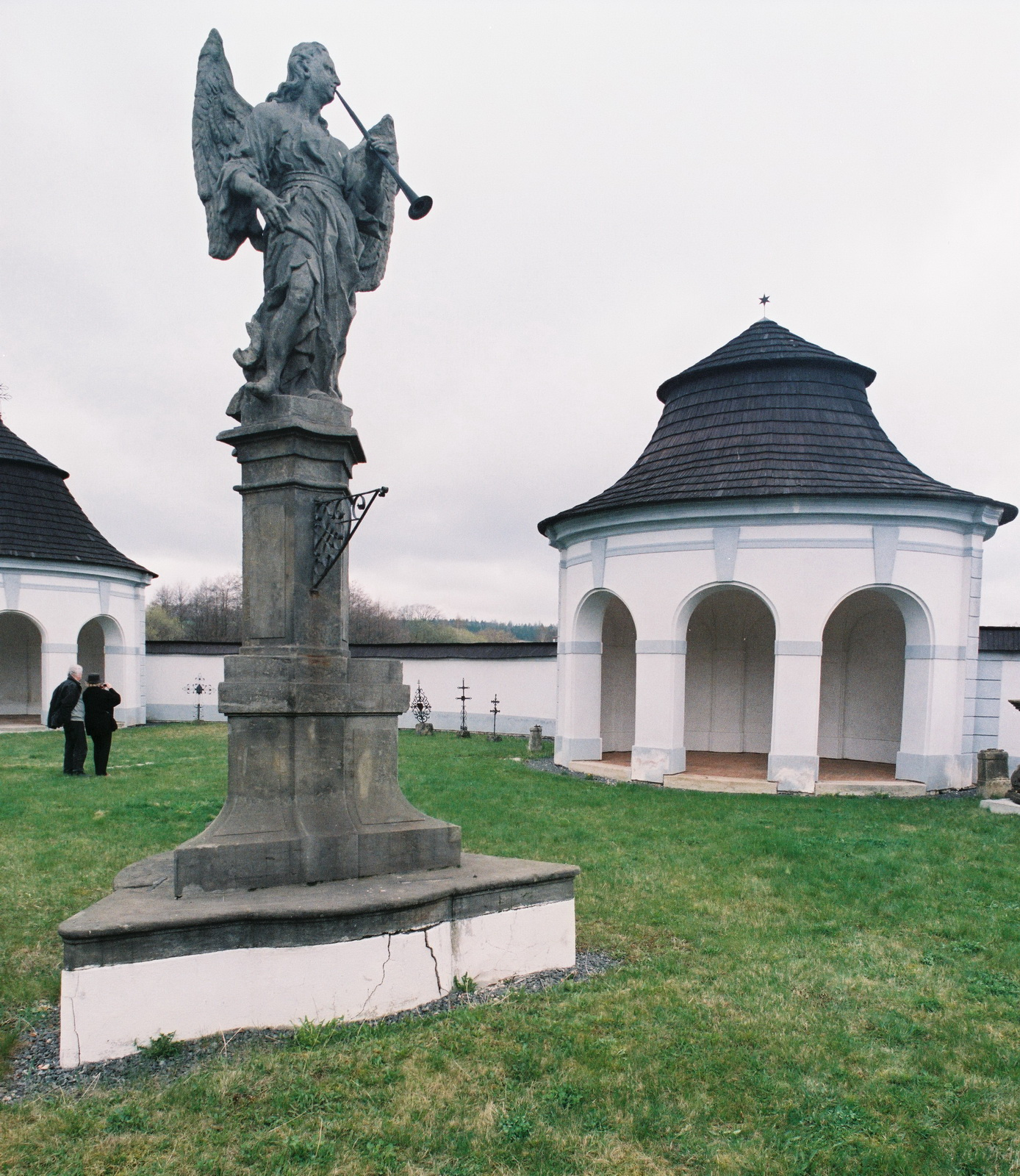
La statue du Jugement dernier
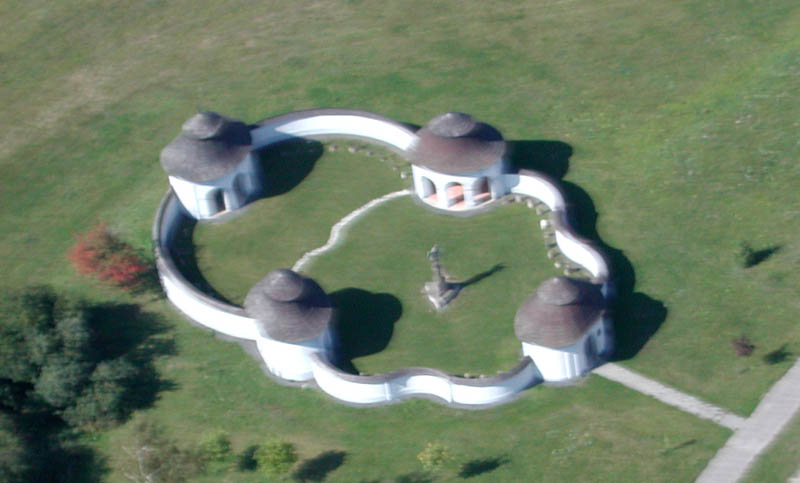
Vue aérienne